# Momiji Nishiya
Momiji Nishiya (japonês: 西矢 椛, Hepburn: Nishiya Momiji, Matsubara, 30 de agosto de 2007) é uma skatista japonesa. Conquistou a medalha de ouro nos Jogos Olímpicos de Verão de 2020. Aos 13, ela se torna a pessoa mais jovem a ganhar uma medalha de ouro pelo Japão.

## Carreira
Foi medalhista de prata nos X Games de 2019 na categoria street. Competiu também no Campeonato Mundial de Skate de 2021, levando a medalha de prata.
Nos Jogos Olímpicos de 2020, realizados em julho de 2021, em Tóquio, foi medalhista de ouro, na categoria street.